# Стонов, Дмитрий Миронович
Дмитрий Миронович Стонов (до 1929 года Дмитрий Меерович Влодавский; 27 декабря 1897  [8 января 1898], Бездеж, Дрогичинский район — 29 декабря 1962, Москва) — русский советский писатель.

## Биография

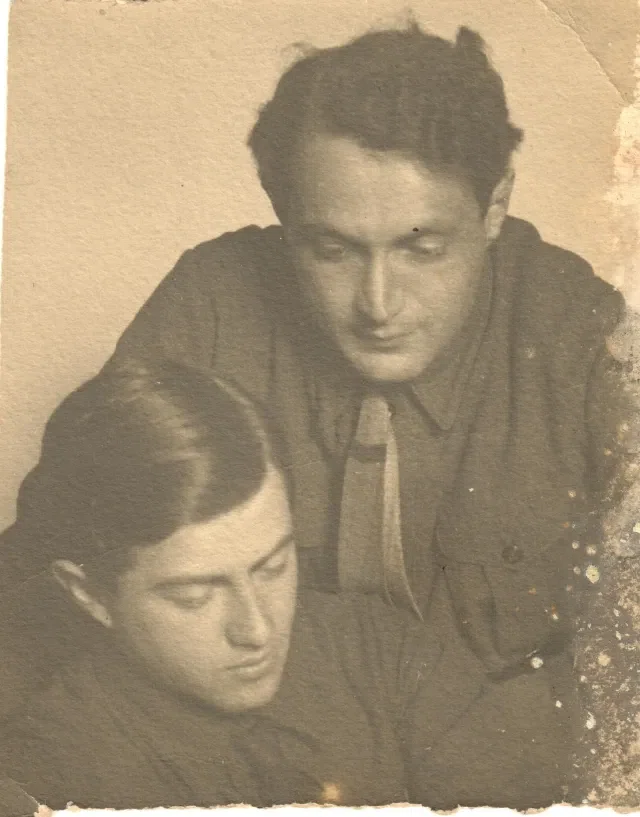
Писатели Г. Н. Гайдовский (сидит) и Д. М. Стонов (Влодавский) в редакции газеты «Известия», Москва, 1920-е годы

Родился в семье купца 1-й гильдии Меера Гершелевича (Иоселевича) Влодавского (1851—?) и Хавы Влодавской. В 1906—1912 годах учился в Брест-Литовском коммерческом училище (не окончил). Учился ткацкому делу в Лодзи, работал ткачом, с 1916 года — на железнодорожном строительстве на Валдае.
Участник Гражданской войны, вступил в РКП(б). В 1918 году занялся литературной деятельностью под псевдонимом Стонов, который в 1929 году стал его официальной фамилией. В 1922 году переехал в Москву. Был корреспондентом газет «Известия», «Гудок», «Труд».
В годы Великой Отечественной войны — на Сталинградском и 4-м Украинском фронтах, после демобилизации работал в Совинформбюро, преподавал в Литературном институте им. А. М. Горького.
Был арестован 13 марта 1949 года, осуждён на 10 лет лагерей; освобождён в 1954 году.
Скончался в Москве в 1962 году. Похоронен на Введенском кладбище (26 уч.).

## Семья

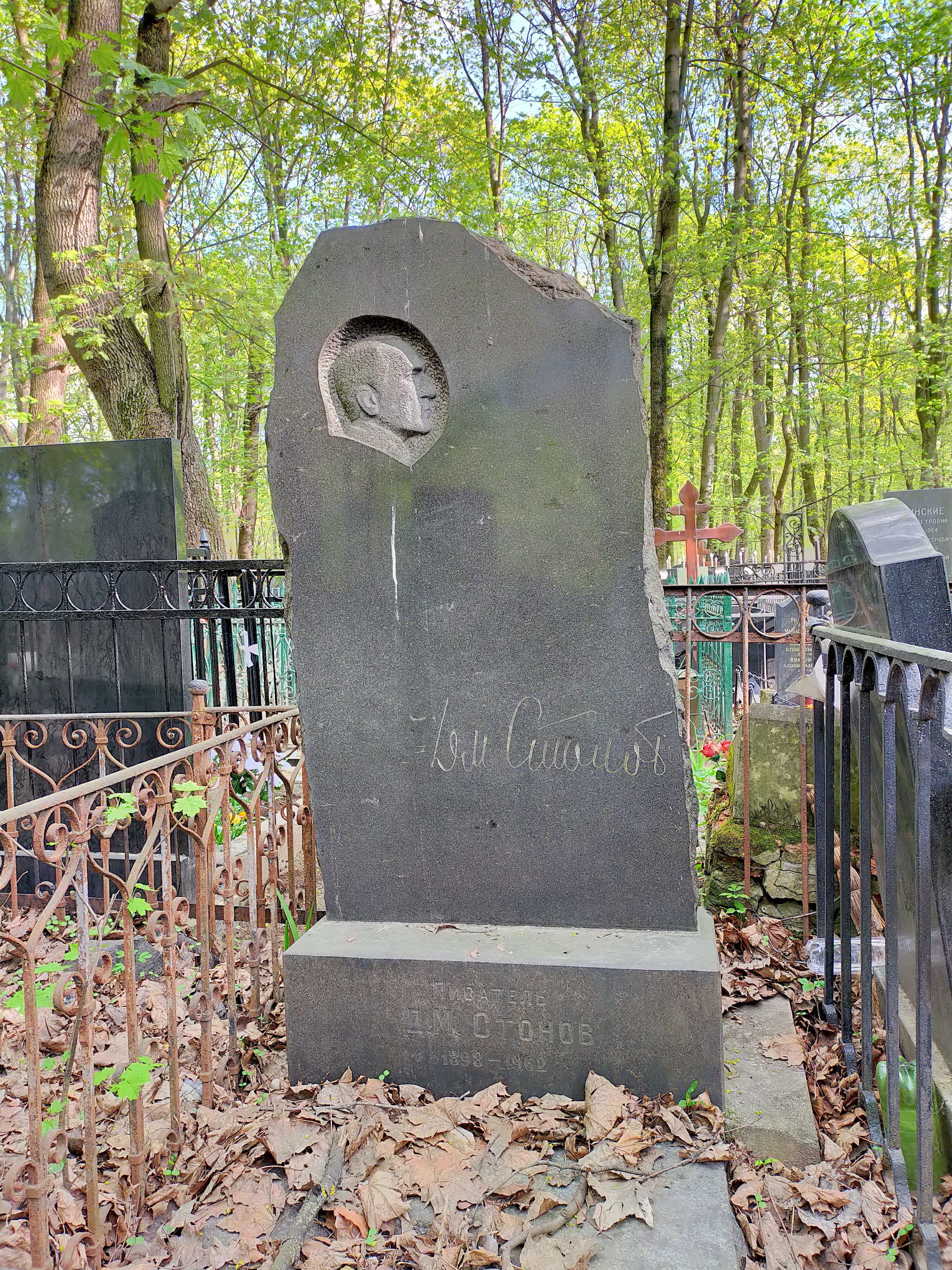
Могила Д. М. Стонова на Введенском кладбище

- Могила Д. М. Стонова на Введенском кладбищеЖена — Анна Зиновьевна Стонова (урождённая Идлина, 1904—2001), педагог, преподавала биологию в московской школе № 170[2].
  - Сын — Леонид Дмитриевич Стонов (род. 1932), выпускник биолого-почвенного факультета МГУ, доктор биологических наук, заведующий лабораторией гербицидов, автор монографий «Гербициды» (1969), «Дефолианты и десиканты: химические средства предуборочного удаления листьев и высушивания сельскохозяйственных растений» (1972), «Применение гербицидов в условиях современной технологии возделывания сахарной свёклы» (1979); с 1990 года — в Чикаго[3][4].
  - После войны Д. М. Стонов удочерил племянницу своей жены Елену Николаевну Волосевич, ставшую Еленой Дмитриевной Стоновой (её единокровный брат — писатель Георгий Владимов)[5][6].
- Братья — Исаак (1876—1947), Илья (1876—1950), Гирш (с отцом в 1921 году выехал в подмандатную Палестину); сёстры — Евгения (в замужестве Кравченко, 1901—1957), Сарра (в замужестве Русевич). Племянник — Моисей Ильич Влодавский (1903—1961), учёный в области транспортной электротехники.

## Литературные связи
Стонов был знаком с Михаилом Булгаковым, и однажды посетил вместе с ним редакцию газеты «Безбожник». 5 января 1925 года Булгаков записал в своем дневнике: «Сегодня специально ходил в редакцию «Безбожника». Был с М[итей] С[тоновым], и он очаровал меня с первых же шагов. – Что, вам стекла не бьют? – спросил он у первой же барышни, сидящей за столом – То есть как это? (растерянно). Нет, не бьют (зловеще). – Жаль. – Хотел поцеловать его в его еврейский нос… Тираж, оказывается, 70 000, и весь расходится. В редакции сидит неимоверная сволочь, выходит, приходит; маленькая сцена, какие-то занавесы, декорации… На столе, на сцене, лежит какая-то священная книга, возможно, Библия, над ней склонились какие-то две головы. “Как в синагоге”, — сказал М., выходя со мной…».
Дружил с писателем и драматургом  Г. Н. Гайдовским.

## Сочинения
- «Сундук» (1924)
- «Своею собственной рукой» (М., 1925)
- М. И. Калинин. Л., 1925
- Лихорадка. М., 1925
- «Дом» (1926)
- Шофер Тузов. М., 1926
- «Полянские дни» (М., 1927, 1928)
- Сто тысяч. М., 1927
- Люди и вещи. М., 1928
- Туркестанские рассказы. М., 1928
- «Семья Раскиных» (М., 1929)
- Сундук. М., 1929
- «Повести об Алтае» (М., 1930, 1931)
- Две поездки по Карачаю. М., 1930
- «Север меняет лицо» (М., 1931)
- Просвещенец в аиле. М., 1931
- Голубая кость. М., 1932
- Три новеллы. М., 1933
- «Весна» (М.,1934)
- «Эстерка» (М., 1938)
- Из круга. М., 1936
- Повесть о белом золоте. М.-Л., 1940
- «Раннее утро» (М., 1947, 1967)
- Рассказы, 1957
- «Текля и её друзья» (М., 1959)
- «В городе наших отцов» (М., 1964)
- In the Past Night: The Siberian Stories. Texas Tech University Press, 1995.
- Еврейский мотив. Yalo — New Frontier, 2011.
- «Прошедшей ночью. Лагерные рассказы» (1955—1956 гг., впервые опубл. в 1989 г. в изд. «Советский писатель»)
- «В славном государстве Уяр. Фантастическое повествование» (незаверш.)